# Scatella irrorata
Scatella irrorata är en tvåvingeart som först beskrevs av Macquart 1835.  Scatella irrorata ingår i släktet Scatella och familjen vattenflugor. Inga underarter finns listade i Catalogue of Life.